# Coprates
Coprates  è una caratteristica di albedo della superficie di Marte.